# Чугуду де Жос (Алба)
Чугуду де Жос (рум. Ciugudu de Jos) насеље је у Румунији у округу Алба у општини Униреа. Oпштина се налази на надморској висини од 307 m.

## Становништво
Према подацима из 2002. године у насељу је живело 377 становника.

### Попис2002.
| Расподела становништва по националности 2002.‍ | Расподела становништва по националности 2002.‍ | Расподела становништва по националности 2002.‍ | Расподела становништва по националности 2002.‍ | Расподела становништва по националности 2002.‍ |
| --------------------------------------------- | --------------------------------------------- | --------------------------------------------- | --------------------------------------------- | --------------------------------------------- |
|                                               |                                               |                                               |                                               |                                               |
| Румуни                                        | Румуни                                        |                                               | 304                                           | 80,6%                                         |
| Роми                                          | Роми                                          |                                               | 73                                            | 19,4%                                         |